# ساحة النجمة

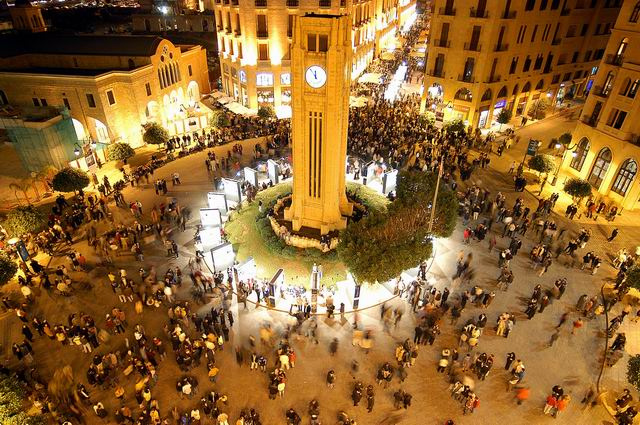
ساحة النجمة

ساحة النجمة هي الساحة المركزية في منطقة وسط بيروت في العاصمة اللبنانية. كما تدعى «ببلاس دي لاتوال» باللغة المحلية. تبلغ مساحتها 2245 متر مربع. هي موطن البرلمان اللبناني ومبانيه التكميلية، كاتدرائيتين ومتحف، والعديد من المقاهي والمطاعم. ولعل أبرزها بالنسبة لعمارة فن الآرت ديكو الخاص بها.
أصبح الميدان رمزًا مميزًا لمدينة بيروت في جميع أنحاء العالم. مركز الساحة هو برج الساعة الحميدية التي بنيت عام 1930 مستخدمة ساعات رولكس على الأوجه الأربعة للبرج والذي هو هدية من المهاجر اللبناني المكسيكي ميشال عابد. يمتلئ عادة بالسياح والسكان المحليين الذين يأتون إلى هنا لتناول الطعام أو المشي أو الاستمتاع بالحياة في الشارع. كما تشتهر الساحة بسكانها الملحوظين. 

## معرض صور

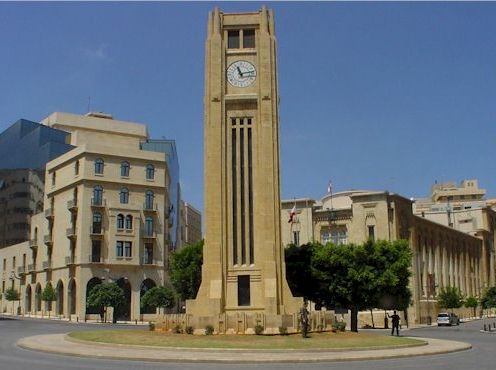
ساعة ساحة النجكة
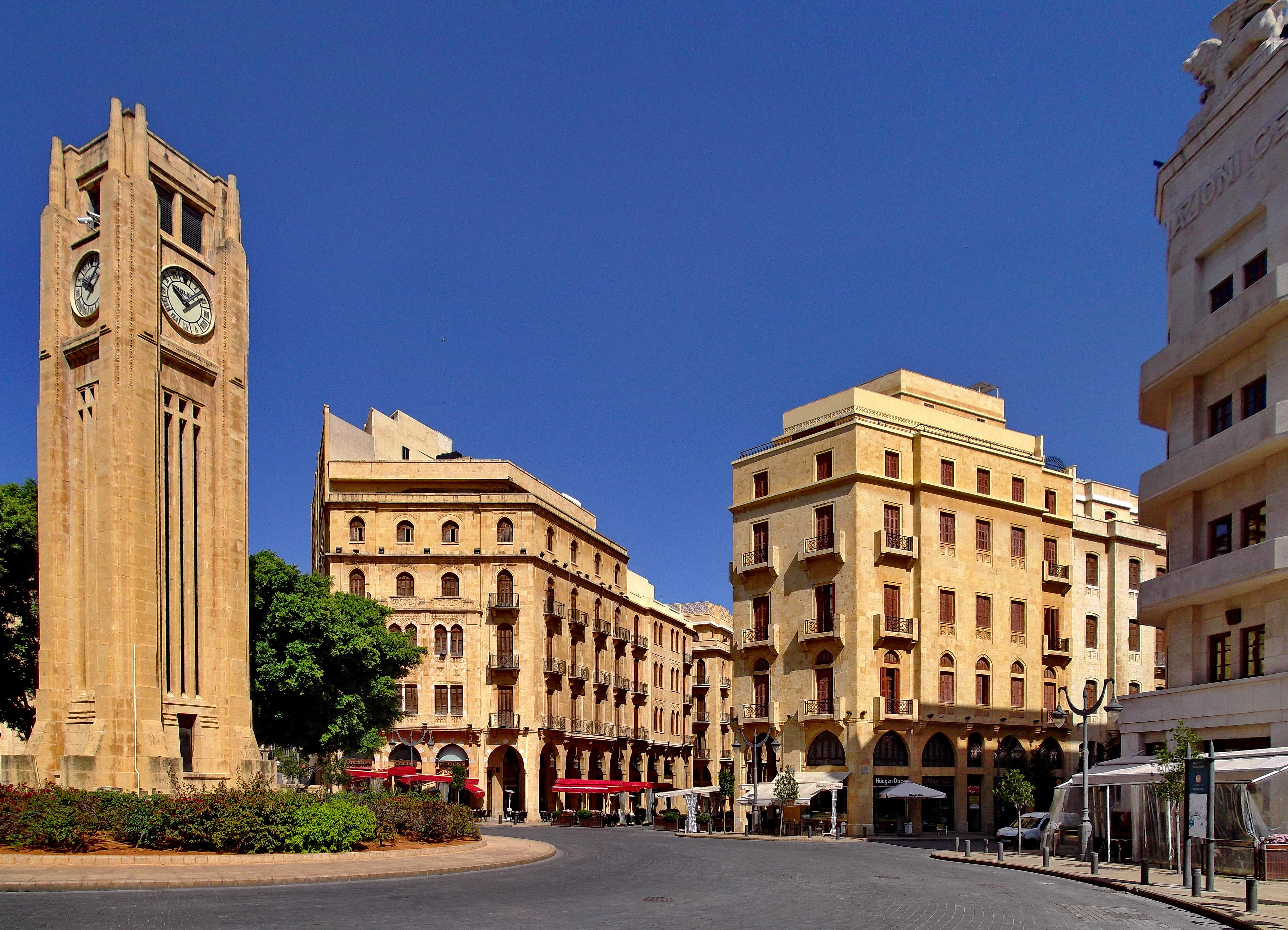
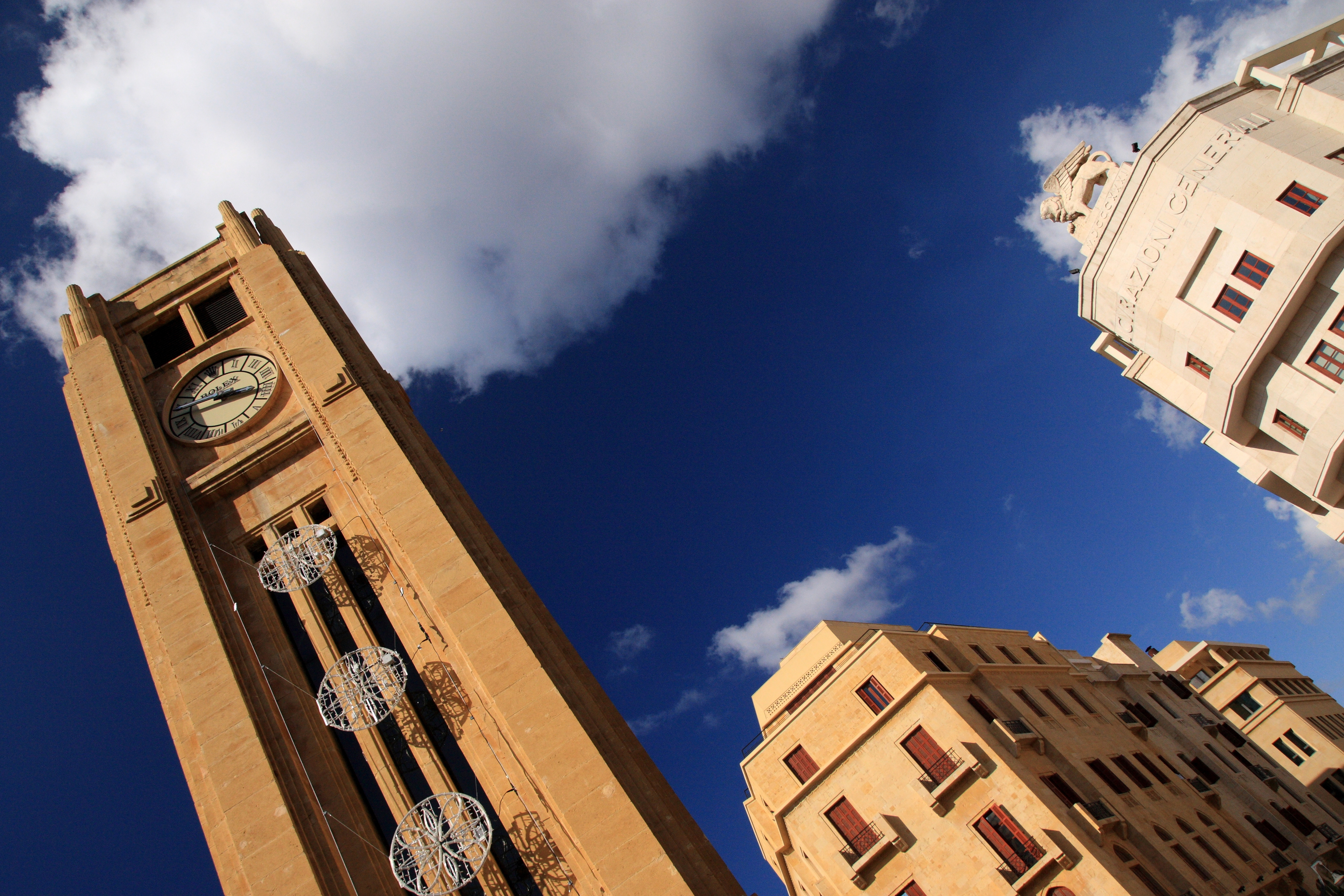
منظر لساحة النجمة
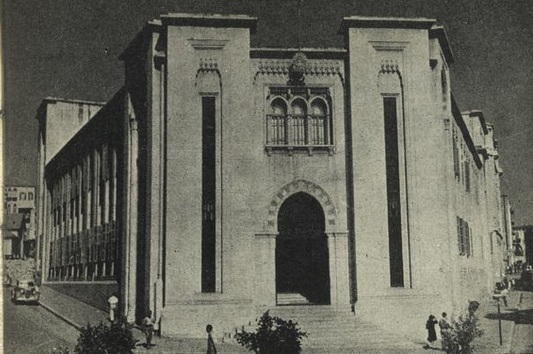
مبنى البرلمان اللبناني في ساحة النجمة